# Bailee Madison
Bailee Madison Riley (Fort Lauderdale, 15 ottobre 1999) è un'attrice statunitense.

## Biografia
Nata a Fort Lauderdale, Florida, è la più giovane di sette figli. Sua sorella maggiore è Kaitlin Riley, anche lei attrice. Ha iniziato la sua carriera quando aveva sole due settimane, in uno spot pubblicitario di Office Depot. Da allora, è comparsa in diversi spot pubblicitari nazionali per compagnie più importanti inclusi Disney, Seaworld, e Cadillac.
È portavoce nazionale per la carità dei bambini malati di cancro, Alex's Lemonade Stand Foundation.
Nel 2006 fa il suo debutto cinematografico in Lonely Hearts, in cui interpreta Rainelle, mentre l'anno seguente, ha un ruolo significativo nel film Disney Un ponte per Terabithia, basato su un libro per bambini, in cui interpreta May Belle Aarons, la sorella minore del protagonista maschile interpretato da Josh Hutcherson.
È presente nell'episodio 19 della terza serie tv Dr. House, andata in onda tra il 2006 e il 2007.
Appare anche nel film indipendente Look, come Megan, una ragazza che viene perseguitata da un rapitore. Ha un ruolo minore in Terminator: The Sarah Connor Chronicles di Sarah Connor, durante la finale della prima stagione.
Appare anche in alcune produzioni Nickelodeon come L'ultimo giorno d'estate, e lo speciale natalizio Merry Christmas, Drake & Josh.
È stata candidata per i Saturn Award e un Critics' Choice Awards per aver interpretato Isabelle Cahill nel film Brothers (2009), accanto a Tobey Maguire e Natalie Portman.
Nel 2010 recita nel film Letters to God, dove interpreta Samantha Perryfield, migliore amica del protagonista che sta combattendo il cancro. Appare anche in Conviction, nell'episodio "Locum" di Law & Order - Unità vittime speciali, e in tre episodi della serie horror per bambini The Haunting Hour.
Nel 2011 ottiene il ruolo di Maxine nella serie originale Disney Channel, I maghi di Waverly e il ruolo di Maggie Murphy nel film Mia moglie per finta, assieme ad Adam Sandler e Jennifer Aniston. Appare anche nel film drammatico, An invisible Sign, con Jessica Alba. Interpreta il ruolo di Sally Hurst nel film horror Non avere paura del buio (2011), con Katie Holmes e Guy Pearce.
Nel 2012 viene scelta per il ruolo della piccola Biancaneve nella serie tv C'era una volta, dove recita anche l'anno dopo in altri episodi e nel 2016 nella quinta stagione. Dal 2015 al 2019 ha fatto parte del cast della serie Good Witch, nei panni di Grace Russell. A partire dal 2022 è protagonista della serie televisiva Pretty Little Liars: Original Sin, reboot della nota serie Pretty Little Liars. Sempre nel 2022 ottiene un ruolo da protagonista anche nel film Play Dead.

## Riconoscimenti
- MovieGuide Awards per Saving Sarah Cain (2007)
- Young Artist Awards per Un ponte per Terabithia (2007)[3]
- Young Artist Awards per L'ultimo giorno d'estate (2007)
- Candidatura per il Young Artist Awards per Dr. House - Medical Division

nell'episodio Bambini precoci (2007)
- Candidatura agli Young Artist Awards 2012 per Mia moglie per finta

## Filmografia

### Cinema
- Lonely Hearts, regia di Todd Robinson (2006)
- Un ponte per Terabithia (Bridge to Terabithia), regia di Gábor Csupó (2007)
- Look, regia di Adam Rifkin (2007)
- Phoebe in Wonderland, regia di Daniel Barnz (2008)
- Brothers, regia di Jim Sheridan (2009)
- I numeri dell'amore (An Invisible Sign), regia di Marilyn Agrelo (2010)
- Conviction, regia di Tony Goldwyn (2010)
- Letters to God, regia di David Nixon (2010)
- Non avere paura del buio (Don't Be Afraid of the Dark), regia di Troy Nixey (2010)
- Mia moglie per finta (Just Go with It), regia di Dennis Dugan (2011)
- Fede e coraggio (25 Hill), regia di Corbin Bernsen (2011)
- Cowgirls 'n Angels, regia di Timothy Armstrong (2012)
- Parental Guidance, regia di Andy Fickman (2012)
- The Strangers: Prey at Night, regia di Johannes Roberts (2018)
- A Week Away, regia di Roman White (2021)
- Play Dead, regia di Patrick Lussier (2022)

### Televisione
- CSI: NY – serie TV, episodio 4x06 (2007)
- Dr. House - Medical Division (House, M.D.) - serie TV, episodio 3x19 (2007)
- Unfabulous – serie TV, episodi 3x08-3x11 (2007)
- Cory alla Casa Bianca (Cory in the House) – serie TV, episodi 1x11-1x18 (2007)
- Saving Sarah Cain – film TV, regia di Michael Landon, Jr. (2007)
- L'ultimo giorno d'estate (The Last Day of Summer) – film TV, regia di Blair Treu (2007)
- Terminator: The Sarah Connor Chronicles – serie TV, episodio 1x09 (2008)
- Grani di pepe (Die Pfefferkörner) – serie TV, 26 episodi (2008-2011)
- Merry Christmas, Drake & Josh – film TV, regia di Michael Grossman (2008)
- Law & Order - Unità vittime speciali (Law & Order: Special Victims Unit) – serie TV, episodio 12x01 (2010)
- R. L. Stine's The Haunting Hour – serie TV, 4 episodi (2010-2012)
- I maghi di Waverly (Wizards of Waverly Place) – serie TV, 6 episodi (2011)
- Chase – serie TV, episodio 1x14 (2011)
- Powers – serie TV, episodio 1x01 (2011)
- A Taste of Romance – film TV, regia di Lee Rose (2012)
- C'era una volta (Once Upon a Time) – serie TV, 4 episodi (2012-2016)
- Holliston – serie TV, episodio 2x05 (2013)
- Tre mogli per un papà (Trophy Wife) – serie TV, 22 episodi (2013-2014)
- The Fosters – serie TV (2014-2016)
- 100 volte Natale (Pete's Christmas) - film TV, regia di Nisha Ganatra (2013)
- Polo Nord - La magica città del Natale (Northpole) – film TV, regia di Douglas Barr (2014)
- Good Witch – serie TV, 55 episodi (2015-2019)
- Mulaney – serie TV, episodio 1x12 (2015)
- Polo Nord: Il potere magico del Natale (Northpole : Open for Christmas) – film TV, regia di Douglas Barr (2015)
- Una stella per il ballo (Date with Love), regia di Ron Oliver – film TV (2016)
- Pretty Little Liars: Original Sin - serie tv (2022-2024)

## Discografia

### Colonne Sonore
- 2021 – A Week Away

### Singoli
- 2024 – Kinda Fun
- 2024 – Chiller

## Doppiatrici italiane
Nelle versioni in italiano delle opere in cui ha recitato, Bailee Madison è stata doppiata da:
- Sara Labidi in Brothers, Non avere paura del buio, Once Upon a Time, Northpole - Il potere magico del Natale
- Lucrezia Marricchi in Un ponte per Terabithia, The Strangers: Prey at Night
- Agnese Marteddu in Letters to God, Mia moglie per finta, Pretty Little Liars: Original Sin
- Claudia Lippi in 100 volte natale
- Emanuela Ionica in Tre mogli per un papà
- Angelica Bolognesi in Parental Guidance
- Rossa Caputo in Good Witch
- Beatrice Maruffa in A week away
- Giorgia Ionica in I maghi di Waverly